# 大日川站
大日川站（日语：／ Dainichigawa eki */?）是位於石川縣白山市河合町，北陸鐵道金名線的鐵路車站（廢站）。

## 概要
車站名稱是取自與手取川匯合的「大日川」河流（而「河合」這個名稱也是取自兩條匯合河流各自的名字）。在1983年（昭和58年），間接導致金名線廢除的大日川橋樑是在此站附近。該樑橋在廢線後直至2003年（平成15年）才重建，現時該橋樑的道路是白山市道釜清水河合線（通稱「手取櫻街道」）和手取Canyon Road。
車站鄰近出產高質陶石的河合礦山。陶石會在此站運往各地。起卸場現時還存在。另外，此站是由當地村民和日本硬質陶器的希望下要求設置。
在1984年，一日平均上下車人次22人。
另外，在此站啟用3年前的1934年（昭和9年），為了方便釣魚客。於當年6月16日至9月30日之間設置了「大日川臨時停留場」。該站距離下野站一方約200米，於越過大日川橋梁後，大日川南岸處。

### 河合礦山
在1916年（大正5年），為了提供原料予日本硬質陶器株式會社（現時：NIKKO株式會社），因此開始於該處採礦。在1934年（昭和9年），由於經濟衰退，因此退出了採礦業，並且採礦權給予性氏為出口的地主（在1950年（昭和25年），「河合礦山株式會社 （页面存档备份，存于）」成立）。後來由於對於陶石的需要增加，因此開始使用金名鐵道運送物料至名古屋方向。在第二次世界大戰期間，這些物料被用作成為火箭的燃料容器。在站內設有索道連接礦山，以便運送陶石。
在戰後，由於需要大量陶石以製造衛浴潔具。當時全國的衛浴潔具原材料中，60至70%都是來自石川縣的陶土，當中包含河合礦山。
在同一區域中，也有另一大產地服部礦山（參見服部站）。兩處礦山的位置只相隔一個村界。當時兩間公司達成君子協定，不會越界採礦。

## 歷史
- 1936年（昭和11年）7月21日：申請建設大日停車場得到許可[1]。
- 1937年（昭和12年）10月5日：金名鐵道開設此站[2]。
- 1938年（昭和13年）10月10日：改名為大日川停車場[3]。
- 1943年（昭和18年）10月13日：金名鐵道合併為北陸鐵道，成為北陸鐵道金名線車站。
- 1983年（昭和58年）10月31日：由於暴雨，使大日川橋樑橋腳周邊的基岩倒塌，此站至白山下之間暫停營業，在重開前只於此站折返。
- 1984年（昭和59年）
  - 3月11日：暫停的路段重開。
  - 12月12日：由於手取川橋樑（日语：金名橋）處於一個危險狀態。當天起加賀一之宮至白山下之間的金名線全線暫停營業，此站也暫停營業。
- 1987年（昭和62年）4月29日：金名線在沒有重開情況下全線廢除，此站也被廢除[2]。

## 相鄰車站
北陸鐵道
金名線
加賀河合－大日川－下野

## 注腳
1. 1 2 3 4 5  RM LIBRARY 231 北陸鉄道金名線（寺田裕一，著：Neko出版　2018年11月1日初版）p.34 - 35
2. 1 2  今尾惠介. . 日本: 新潮社. 2008年10月18日: 32. ISBN 9784107900241.
3. ↑  鉄道省監督局「地方鉄道、軌道事業の現況並に異動」《電氣協會雜誌》第203號，日本電氣協會，1938年11月，附錄2頁。（國立國會圖書館數碼化收藏）

## 相關項目
- 日本鐵路車站列表 Da